# Rumania en los Juegos Olímpicos de Turín 2006
Rumanía estuvo representada en los Juegos Olímpicos de Turín 2006 por un total de 25 deportistas que compitieron en 8 deportes.  
El portador de la bandera en la ceremonia de apertura fue el patinador artístico Gheorghe Chiper. El equipo olímpico rumano no obtuvo ninguna medalla en estos Juegos.